# Giorgio Cracco
Giorgio Cracco (* 15. Januar 1934 in Valdagno, Provinz Vicenza) ist ein italienischer Mediävist.

## Leben
Giorgio Cracco studierte an der Universität Padua und an der Scuola Vaticana in Rom während der Jahre 1953 bis 1959. 1959 war er Diplomand an der Scuola Vaticana di Paleografia e Archivistica. 1963 heiratete er Lellia Ruggini (1931–2021), Professorin für Geschichte an den Universitäten Padua und Turin, später (1994 socio corrispondente, 2004 socio nazionale) Mitglied der Accademia dei Lincei und seit 2010 korrespondierendes Mitglied der Académie des inscriptions et belles-lettres in Paris. Sie war neben Gino Benzoni und Paolo Prodi Mitherausgeberin der Storia di Venezia, deren zweiten Band Giorgio Cracco verfasste. Das Paar hat zwei Kinder, nämlich die heutige Urologin Cecilia und die Anwältin Valeria Cracco.
1967 wurde Cracco freier Dozent, zunächst in Padua, um dort im Bereich Mittelalter zu lehren. Bis 1969 lehrte er dort, dann bis 1973 Geschichte des Christentums an der Universität Turin. 1973 bis 1988 lehrte er als Ordinarius für mittelalterliche Geschichte wieder in Padua, um 1988 bis zum 31. Oktober 2009 Kirchengeschichte an der Universität Turin, genauer an der Fakultät für Politikwissenschaften zu lehren. 1975 bis 1976 war er Gastprofessor im neuenglischen Princeton, von 1982 bis 1983 im kalifornischen Berkeley. 1985 war er in Stuttgart Sektionspräsident am Welthistorikertag. 1998 bis 2005 war er Direktor des Istituto storico italo-germanico in Trient, danach Direktor des Istituto per le ricerche di Storia sociale e religiosa di Vicenza. 
Cracco war zudem Direttore responsabile der Annali und Condirettore der Rivista di storia e letteratura religiosa, Präsident der Biblioteca di scienze religiose Eric Peterson an der Universität Turin, seit 2005 Generalsekretär des Istituto per le ricerche di storia sociale e religiosa.
Zudem war er von 1986 bis 2005 Gründer und Leiter des Comitato per la pubblicazione delle Fonti relative alla Terraferma Veneta, das in seiner Amtszeit 20 Bände edierte. Darüber hinaus war er Condirettore der Storia di Venezia, die von der venezianischen Cini-Stiftung der Enciclopedia Italiana herausgegeben worden ist. 2007 vertrat er Italien in dem achtköpfigen Expertenkreis, der im Auftrag des Präsidenten des Europäischen Parlaments die Gründung eines Hauses der Europäischen Geschichte vorbereitete. Er beschäftigte sich von der Peripherie aus mit der Geschichte Venedigs, indem er Untersuchungen zur Terraferma, dem oberitalienischen Festland anstellte. Insgesamt veröffentlichte er 250 Druckwerke, darunter zwölf Monographien. Neben der Geschichte Venedigs und Venetiens befasste er sich mit der mittelalterlichen Geschichtsschreibung, ebenso wie mit der zeitgenössischen Historiographie. oder der des 19. Jahrhunderts. Besonders intensiv setzte sich Cracco mit Gregor dem Großen auseinander, sowie der Kirchengeschichte im Allgemeinen. Auch gehörte zu diesem Themenkreis die Geschichte der santuari und des Marienkultes, aber auch mit der Frage der Pönitenz. Im Rahmen seiner öffentlichen Bestallung befasste sich Cracco daneben mit der Kultur des Piemont. Bereits 1975 hatte er ein Manuale di Storia medievale per gli Istituti superiori veröffentlicht, das bis 1984 das meistgenutzte Buch an den italienischen Schulen war.
Mit Nato sul mezzogiorno. La storia di Ezzelino veröffentlichte er 1995 einen historischen Roman.

## Veröffentlichungen (Auswahl)
- Società e Stato nel Medioevo veneziano, Olschki, Florenz 1967.
- La chiesa di Venezia tra Medioevo ed età moderna, Venedig 1971.
- Un “altro mondo”: Venezia nel Medioevo dal secolo XI al secolo XIV, Turin 1986.
- (Hrsg.): Storia di Vicenza, Bd. 2: L’età medievale, Vicenza 1988.
- (Hrsg.): L’Europa e il mondo, Bd. 1, Turin 1992.
- Social Structure and Conflict in the Medieval City, in: Anthony Molho, Kurt Raaflaub, Julia Emlen (Hrsg.): City States in Classical Antiquity and Medieval Italy. Ann Arbor 1991, S. 309–329.
- Storia della Chiesa di Ivrea dalle origini al XV secolo, Viella, Rom 1998.
- mit Giles Constable, Hagen Keller, Diego Quaglioni (Hrsg.): Il XII secolo: la “renovatio” dell'Europa cristiana. Atti della XLIII settimana di studio, Trento, 11–15 settembre 2000 (= Annali dell'Istituto storico italo-germanico in Trento. Quaderni, 62), Bologna 2003.
- mit Hagen Keller, Jacques Le Goff, Gherardo Ortalli: Europa in costruzione. La forza delle identità, la ricerca di unità (secoli IX-XIII), Atti della XLVI settimana di studio del Centro per gli studi storici italo-germanici in Trento, Trento, 15–19 settembre 2003 (= Annali dell’Istituto storico italo-germanico in Trento. Quaderni 69) Bologna 2006.
- Tra Venezia e Terraferma. Per la storia del Veneto regione del mondo, Studi raccolti con la collaborazione di Franco Scarmoncin e Davide Scotto, Viella, Rom 2009.
- Le avventure di un testo-chiave di Gregorio Magno (tra gerarchie di Dio e gerarchie della storia), in: Il calamo della memoria IV (2011), S. 261–287 (online, PDF).